# مكتب سمسرة أوراق مالية
مكتب سمسرة الأوراق المالية (يُعرف أيضًا باسم «سمسار الأوراق المالية» أو مركز سمسرة الأوراق المالية) هو نوع من شركات البيع بالجملة التجارية التي تشتري البضائع والمنتجات غير المعبأة من المستوردين أو تجار الجملة أو المصنعين، ثم تبيعها إلى البائعين بالقطاعي. ويمكن أن تتعامل مكاتب السمسرة فقط في السلع الأساسية الموجهة للبيع في سوق البيع بالقطاعي. وتتمثل الفئات المعتادة التي ينطبق عليها هذا التعريف في الغذاء والخشب المنشور والأجهزة والوقود والمنسوجات. ويعمل بعض المصنعين أيضًا كسماسرة للسلع النهائية التي يقومون بتصنيعها. وعلى الرغم من أن هذه المكاتب أصبحت شائعة في أواخر ثمانينيات القرن العشرين، إلا أن المصطلح أصبح قديمًا.

## وصلات خارجية
- A description of "jobbing house" businesses from 1923